# Maarten Houttuyn

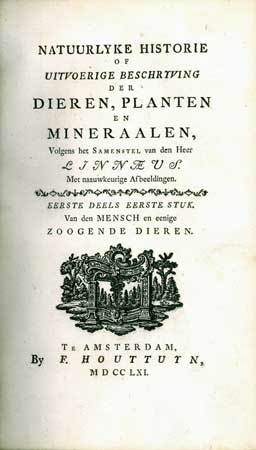
Page de titre du premier volume de Natuurlijke Historie

Maarten (Martin ou Martinus) Houttuyn est un médecin et un naturaliste néerlandais, né en 1720 à Hoorn et mort le 2 mai 1798 à Amsterdam.

## Biographie
Né au sein d'une communauté mennonite, il étudie la médecine à Leyde où il exerce quelques années après avoir défendu sa thèse (1749). En 1753, il s’installe à Amsterdam où il fonde une maison d’édition. Il publie de 1761 à 1785, son Natuurlyke Historie of uitvoerige Beschrÿving der Dieren, Planten en Mineraalen, volgens het Samenstel van der Heer Linnaeus, soit 37 volumes, totalisant 8 600 pages de texte et 296 illustrations (gravures sur cuivre) ; souvent présenté comme une simple traduction des œuvres de Linné le Natuurlyke Historie constitue bien une œuvre véritable. Outre son grand cabinet de curiosités, il y décrit plusieurs collections de ses compatriotes.
Vers 1786, il décide de vendre ses collections et en dresse un catalogue annoté, qu'il publie en deux parties, pour les ventes aux enchères qui se tiennent en 1787 (collections d'animaux) et en 1789 (collections de plantes).
En 1791, il publie à Amsterdam, avec Jan Christiaan Sepp, Houtkunde, behelzende de afbeeldingen van meest alle bekende, in- en uitlandsche houten, illustré de 800 sections de bois en couleurs, dont 80 sont issues de la collection qu'il a lui-même rassemblée dans son cabinet de curiosités. Cet ouvrage est la suite de la traduction par Sepp, de l'ouvrage de Johann Michael Seligmann (en), Abbildung in- und ausländischer Hölzer (Nuremberg, 1773-1778).

## Œuvres
Pour une liste complète des oeuvres de Houttuyn, voir Boeseman et de Ligny 2004, p. 85-103.
- Natuurlyke Historie of uitvoerige Beschrÿving der Dieren, Planten en Mineraalen, volgens het Samenstel van der Heer Linnaeus. 37 vol., Amsterdam, 1761–1785.
  - Deel 1, Stuk 1–18: Dieren. 1761–1773, 143 ill.
  - Deel 2, Stuk 1–14: Planten. 1773–1783, 105 ill.
  - Deel 3, Stuk 1–5: Mineralen. 1780–1785, 48 ill.
- Sepp, J. C. [& Houttuyn, M.], « Houtkunde, behelzende de afbeeldingen van meest alle bekende, in- en uitlandsche houten die tot den huis- en scheepsbouw, tot schrynwerk, werktuigen en gereedschappen, tot verwstoffen en in de geneeskunde, worden gebruikt... », 2 vols, Amsterdam, 1791-1795, 106 planches couleurs (lire en ligne).

## Éponymie
Carl Peter Thunberg a nommé en son hommage le genre Houttuynia (Saururaceae).

### Sources
- (de) Cet article est partiellement ou en totalité issu de l’article de Wikipédia en allemand intitulé « Maarten Houttuyn » (voir la liste des auteurs).